# 정인숙 (1967년)
정인숙(鄭仁淑, 1967년 10월 14일 ~ )는 대한민국의 정치인이다. 대구광역시 동구의원을 지냈다.

## 학력
- 반야월국민학교 졸업
- 안심중학교 졸업
- 경명여자고등학교 졸업
- 대구공업전문대학교 요업과 졸업
- 경일대학교 행정학과 졸업

## 경력
- 반야월초등학교 운영위원
- 송정초등학교 운영위원장
- 안심중학교 운영위원장
- 동부고등학교 운영위원장
- 반야월농협 주부대학 17기 회장
- 대구 동구 안심3·4동 주민자치위원
- 대구 동구 자원봉사센터 정회원
- 2014.07 ~ 2018.06 제7대 대구광역시 동구의회 의원
  - 제7대 대구광역시 동구의회 결산대표위원
  - 2014.07 ~ 2016.07 제7대 대구광역시 동구의회 전반기 운영행정위원회 위원
  - 2016.07 ~ 2018.06 제7대 대구광역시 동구의회 후반기 예산결산특별위원회 위원장
  - 2016.07 ~ 2018.06 제7대 대구광역시 동구의회 후반기 운영자치행정위원 위원
  - 2017.02 ~ 2017.02 제7대 대구광역시 동구의회 대구공항통합이전추진특별위원회 부위원장
  - 2018.04 ~ 2018.06 제7대 대구광역시 동구의회 후반기 운영자치행정위원 권한대행 위원장
- 2020.04 ~ 2022.06 제8대 대구광역시 동구의회 의원
  - 2020.04 ~ 2020.07 제8대 대구광역시 동구의회 전반기 운영자치행정위원회 위원
  - 2020.07 ~ 2022.06 제8대 대구광역시 동구의회 후반기 기획행정위원회 위원장
- 2022.07 ~ 제9대 대구광역시 동구의회 의원
  - 2022.07 ~ 제9대 대구광역시 동구의회 전반기 기획행정위원회 위원
  - 2024.07 ~ 제9대 대구광역시 동구의회 후반기 의장

## 수상
- 2017 대한민국 지방의회 의정대상 수상

## 역대 선거 결과
|  | 39.82% |

|  | 18.85% |

|  | 60.68% |

|  | 45.77% |